# Natação no Campeonato Europeu de Esportes Aquáticos de 2014 - 50 m peito feminino
A prova dos 50 metros peito feminino da natação no Campeonato Europeu de Esportes Aquáticos de 2014 ocorreu nos dias 23 e 24 de agosto em Berlim, na Alemanha. 

## Calendário
| Fase          | Data         | Hora  |
| ------------- | ------------ | ----- |
| Eliminatórias | 23 de agosto | 09:34 |
| Semifinal     | 23 de agosto | 16:21 |
| Final         | 24 de agosto | 16:09 |

Todos os horários estão no horário local (UTC+1)

## Recordes
Antes desta competição, os recordes eram os seguintes:
| Recorde mundial       | Rūta Meilutytė | 29.48 | Barcelona | 3 de agosto de 2013  |
| Recorde europeu       | Rūta Meilutytė | 29.48 | Barcelona | 3 de agosto de 2013  |
| Recorde do campeonato | Yuliya Efimova | 30.29 | Budapeste | 15 de agosto de 2010 |

Os seguintes novos recordes foram estabelecidos durante esta competição. 
| Data         | Prova     | Nadadora       | Nacionalidade | Tempo | Recordes              |
| ------------ | --------- | -------------- | ------------- | ----- | --------------------- |
| 23 de agosto | Semifinal | Rūta Meilutytė | Lituânia      | 29.88 | Recorde do campeonato |

## Medalhistas
| Ouro             | Prata                  | Bronze               |
| Adam Peaty (GBR) | Giedrius Titenis (LTU) | Damir Dugonjič (SLO) |

## Resultados

### Eliminatórias
Esses foram os resultados das eliminatórias. 
| Pos. | Bateria | Raia | Nadadora                  | Nacionalidade        | Tempo | Notas |
| ---- | ------- | ---- | ------------------------- | -------------------- | ----- | ----- |
| 1    | 5       | 4    | Rūta Meilutytė            | Lituânia             | 30.73 | Q     |
| 2    | 3       | 5    | Moniek Nijhuis            | Países Baixos        | 30.75 | Q     |
| 3    | 4       | 4    | Jennie Johansson          | Suécia               | 30.79 | Q     |
| 4    | 4       | 3    | Dorothea Brandt           | Alemanha             | 30.82 | Q     |
| 5    | 4       | 6    | Sycerika McMahon          | Irlanda              | 31.02 | Q     |
| 6    | 5       | 3    | Mariya Liver              | Ucrânia              | 31.13 | Q     |
| 7    | 4       | 5    | Rikke Møller Pedersen     | Dinamarca            | 31.21 | Q     |
| 7    | 5       | 7    | Hrafnhildur Lúthersdóttir | Islândia             | 31.21 | Q     |
| 9    | 3       | 4    | Petra Chocová             | Chéquia              | 31.25 | Q     |
| 10   | 3       | 2    | Arianna Castigloni        | Itália               | 31.36 | Q     |
| 11   | 4       | 8    | Martina Moravčíková       | Chéquia              | 31.45 | Q     |
| 12   | 4       | 7    | Amit Ivry                 | Israel               | 31.50 | Q     |
| 13   | 3       | 3    | Fiona Doyle               | Irlanda              | 31.63 | Q     |
| 14   | 4       | 1    | Veera Kivrina             | Finlândia            | 31.71 | Q     |
| 15   | 5       | 1    | Fanny Lecluyse            | Bélgica              | 31.84 | Q     |
| 16   | 3       | 6    | Caroline Ruhnau           | Alemanha             | 31.85 | Q     |
| 17   | 3       | 1    | Louise Dalgaard           | Dinamarca            | 31.90 |       |
| 18   | 3       | 7    | Jenna Laukkanen           | Finlândia            | 31.91 |       |
| 19   | 4       | 2    | Jessica Vall              | Espanha              | 31.99 |       |
| 20   | 5       | 0    | Maria Astashkina          | Rússia               | 32.01 |       |
| 21   | 2       | 2    | Vitalina Simonova         | Rússia               | 32.03 |       |
| 22   | 4       | 9    | Jessica Eriksson          | Suécia               | 32.13 |       |
| 23   | 3       | 8    | Tjaša Vozel               | Eslovênia            | 32.20 |       |
| 24   | 5       | 2    | Marina García Urzainqui   | Espanha              | 32.43 |       |
| 25   | 2       | 3    | Olga Tovstogan            | Ucrânia              | 32.45 |       |
| 26   | 2       | 5    | Coralie Dobral            | França               | 32.53 |       |
| 27   | 4       | 0    | Giulia De Ascentis        | Itália               | 32.54 |       |
| 28   | 3       | 0    | Anna Mäkinen              | Finlândia            | 32.64 |       |
| 29   | 3       | 9    | Gizem Bozkurt             | Turquia              | 32.68 |       |
| 30   | 2       | 0    | Vilma Ekström             | Suécia               | 32.78 |       |
| 31   | 2       | 8    | Eva Jordová               | Chéquia              | 32.79 |       |
| 32   | 5       | 8    | Ivana Ninković            | Bósnia e Herzegovina | 32.82 |       |
| 33   | 2       | 6    | Claire Polit              | França               | 32.83 |       |
| 34   | 1       | 3    | Andrea Podmaníková        | Eslováquia           | 32.87 |       |
| 35   | 2       | 7    | Christina Nothdurfter     | Áustria              | 32.90 |       |
| 36   | 1       | 8    | Maria Harutjunjan         | Estónia              | 32.91 |       |
| 37   | 2       | 9    | Alona Ribakova            | Letônia              | 32.94 |       |
| 38   | 1       | 5    | Maria Romanjuk            | Estónia              | 33.14 |       |
| 39   | 2       | 1    | Tatiana Chişca            | Moldávia             | 33.15 |       |
| 40   | 1       | 7    | Stina Colleou             | Noruega              | 33.22 |       |
| 41   | 2       | 4    | Lisa Zaiser               | Áustria              | 33.23 |       |
| 42   | 1       | 0    | Alina Bulmag              | Moldávia             | 33.55 |       |
| 43   | 1       | 1    | Ana Radič                 | Croácia              | 33.72 |       |
| 44   | 1       | 4    | Anastasia Korotkov        | Israel               | 33.73 |       |
| 45   | 1       | 2    | Julia Kukla               | Áustria              | 34.05 |       |
| 46   | 1       | 6    | Edita Chrápavá            | Chéquia              | 34.16 |       |
| —    | 5       | 6    | Lisa Fissneider           | Itália               |       | DSQ   |
| —    | 5       | 5    | Sophie Taylor             | Reino Unido          |       | DNS   |
| —    | 5       | 9    | Birgit Koschischek        | Áustria              |       | DNS   |

### Semifinal
Esses foram os resultados das semifinais. 
Semifinal 1
| Pos. | Raia | Nadadora                  | Nacionalidade | Tempo | Notas        |
| ---- | ---- | ------------------------- | ------------- | ----- | ------------ |
| 1    | 5    | Dorothea Brandt           | Alemanha      | 30.83 | Q            |
| 2    | 4    | Moniek Nijhuis            | Países Baixos | 30.98 | Q            |
| 3    | 6    | Hrafnhildur Lúthersdóttir | Islândia      | 31.31 | Q            |
| 4    | 3    | Mariya Liver              | Ucrânia       | 31.32 | q, desempate |
| 5    | 7    | Amit Ivry                 | Israel        | 31.42 |              |
| 6    | 2    | Arianna Castigloni        | Itália        | 31.53 |              |
| 7    | 1    | Veera Kivrina             | Finlândia     | 31.67 |              |
| 8    | 8    | Caroline Ruhnau           | Alemanha      | 31.79 |              |

Semifinal 2
| Pos. | Raia | Nadadora              | Nacionalidade | Tempo | Notas        |
| ---- | ---- | --------------------- | ------------- | ----- | ------------ |
| 1    | 4    | Rūta Meilutytė        | Lituânia      | 29.88 | Q,           |
| 2    | 5    | Jennie Johansson      | Suécia        | 30.74 | Q            |
| 3    | 2    | Petra Chocová         | Chéquia       | 31.09 | Q            |
| 4    | 1    | Fiona Doyle           | Irlanda       | 31.30 | Q            |
| 5    | 6    | Rikke Møller Pedersen | Dinamarca     | 31.32 | q, desempate |
| 6    | 3    | Sycerika McMahon      | Irlanda       | 31.50 |              |
| 7    | 7    | Martina Moravčíková   | Chéquia       | 31.80 |              |
| 8    | 8    | Fanny Lecluyse        | Bélgica       | 32.25 |              |

Desempate
| Pos. | Raia | Nadadora              | Nacionalidade | Tempo | Notas |
| ---- | ---- | --------------------- | ------------- | ----- | ----- |
| 1    | 5    | Mariya Liver          | Ucrânia       | 31.23 | Q     |
| 2    | 4    | Rikke Møller Pedersen | Dinamarca     | 31.40 |       |

### Final
Esse foi o resultado da final. 
| Pos.              | Raia | Nadadora                  | Nacionalidade | Tempo | Notas |
| ----------------- | ---- | ------------------------- | ------------- | ----- | ----- |
| Medalha de ouro   | 4    | Rūta Meilutytė            | Lituânia      | 29.89 |       |
| Medalha de prata  | 5    | Jennie Johansson          | Suécia        | 30.52 |       |
| Medalha de bronze | 6    | Moniek Nijhuis            | Países Baixos | 30.64 |       |
| 4                 | 8    | Mariya Liver              | Ucrânia       | 30.68 |       |
| 5                 | 3    | Dorothea Brandt           | Alemanha      | 30.82 |       |
| 6                 | 2    | Petra Chocová             | Chéquia       | 31.13 |       |
| 7                 | 7    | Fiona Doyle               | Irlanda       | 31.37 |       |
| 8                 | 1    | Hrafnhildur Lúthersdóttir | Islândia      | 31.53 |       |

Legenda
| Recorde mundial       | Recorde mundial (World record)               |                       | Recorde africano                      | Recorde africano (African) |                                           | Q | Classificado por posição (Qualified) |
| Recorde do campeonato | Recorde do campeonato (Championship record)  | Recorde da América    | Recorde da América (Americas)         | q                          | Classificado por melhor tempo (Qualified) |   |                                      |
| Melhor marca do ano   | Melhor marca do ano (World leading)          | Recorde asiático      | Recorde asiático (Asian)              | DNS                        | Não largou (Did not start)                |   |                                      |
| Recorde nacional      | Recorde nacional (National record)           | Recorde europeu       | Recorde europeu (European)            | DNF                        | Não terminou (Did not finish)             |   |                                      |
| Recorde pessoal       | Recorde pessoal do atleta (Personal best)    | Recorde da Oceania    | Recorde da Oceania (Oceania)          | DSQ / DQ                   | Desclassificado (Disqualified)            |   |                                      |
| Recorde da temporada  | Recorde da temporada do atleta (Season best) | Recorde sul-americano | Recorde sul-americano (South America) | NM                         | Sem marca (No mark)                       |   |                                      |